# Rajon Serdika
Rajon Serdika (bulgariska: Район Сердика) är ett distrikt i Bulgarien.   Det ligger i kommunen Stolitjna Obsjtina och regionen Sofija-grad, i den västra delen av landet. 
Runt Rajon Serdika är det i huvudsak tätbebyggt. Runt rajon Serdika är det tätbefolkat, med 849 invånare per kvadratkilometer.